# مركز الأمير محمد بن نايف للمناصحة
مركز محمد بن نايف للمناصحة مؤسسة إصلاحية مختصة بعمليات المعالجة الفكرية للمتطرفين من خلال مجموعة من البرامج التي يقوم عليها نخبة من أصحاب العلم والخبرة في التخصصات العلمية المتنوعة، ومقره الرئيسي بمدينة الرياض و يتبع لوزارة الداخلية السعودية .

## النشأة والتطور

### المرحلة الأولى- النشأة (1425-1427هـ)
بناء على توجيه صاحب السمو الملكي ولي العهد نائب رئيس مجلس الوزراء وزير الداخلية الأمير محمد بن نايف بضرورة انطلاق برامج المناصحة، تم بتاريخ 19 يونيو 2004 وضع الأسس العلمية والعملية لنشاط لجان المناصحة لمعالجة الفكر المتطرف لدى الموقوفين بناء على مخرجات دراستين عمليتين أمنيتين لظاهرة الإرهاب، وقد بدأ العمل فعلياً بتاريخ 25 نوفمبر 2004 تحت إشراف ودعم مباشر من وزارة الداخلية.

### المرحلة الثانية- التأسيس (1428- 1430هـ)
صدرت بتاريخ 4 نوفمبر 2006 التوجيهات من ولي العهد نائب رئيس مجلس الوزراء وزير الداخلية الأمير محمد بن نايف بتأسيس مركز محمد بن نايف للمناصحة والرعاية إلى جانب لجان المناصحة، لينطلق نشاط المركز بداية عام 2007. 

### المرحلة الثالثة- العمل المؤسسي (1431هـ - حاليا)
في عام 2009 أُصدر أمر صاحب من ولي العهد نائب رئيس مجلس الوزراء وزير الداخلية محمد بن نايف بإجراء دراسة علمية لتقويم مناشط المركز، وعلى ضوء نتائج تلك الدراسة تم  في بداية عام 2010 رفع مستوى المركز إلى إدارة عامة بمسمى الإدارة العامة لمركز محمد بن نايف للمناصحة والرعاية ووضعت اللوائح المنظمة لأنشطته والخارطة التنظيمية وفق الأسس العلمية والإدارية الحديثة، وجرى الانتقال بأنشطة المركز إلى العمل المؤسسي الذي يواكب ظروف ومتطلبات المرحلة وانطلق كمؤسسة إصلاحية، إنسانية متخصصة في تصحيح المفاهيم وإعادة التأهيل والدمج الاجتماعي.

## الرؤية والرسالة

### الرؤية
الريادة في عمليات المعالجة الفكرية المعززة لمنظومة الأمن الوطني وفق المنظور الإسلامي والمبادئ الإنسانية.

### الرسالة
إعادة التأهيل الفكري وتعزيز الانتماء الوطني لمن وقع في الغلو والتطرف من خلال برامج علمية وعملية متخصصة، والإسهام في جهود وقاية المجتمع من الأفكار المنحرفة. 

## الأهداف والمرتكزات الإستراتيجية

### الأهداف الإستراتيجية
- تعزيز الأمن الفكري
- ترسيخ الاعتدال الفكري والانتماء الوطني
- لبناء المعرفي والسلوكي للمستفيدين
- تعزيز فرص اندماج المستفيدين في المجتمع
- بناء المعرفة والممارسة الأفضل بقضايا التطرف الفكري

### المرتكزات الإستراتيجية
تقوم الخطة الإستراتيجية للمركز على ثمانية مرتكزات أساسية شكلت الإطار العام الذي تم من خلاله بناءها وأيضاً يتم من خلاله التنفيذ والتحسين، وتتمثل في الآتي:
- الالتزام بمبادئ الشريعة الإسلامية.
- المواجهة الفكرية للتطرف.
- صيانة الأمن الوطني.
- التكامل المجتمعي.
- التعاون مع المنظمات الحكومية وغير الحكومية.
- التواكب مع المتغيرات.
- عودة المستفيدين للحياة الطبيعية.
- تعزيز المواجهة الدولية لظاهرة الإرهاب.

## المكانة الدولية
يُعد مركز محمد بن نايف للمناصحة والرعاية بيت خبرة دولي في مجال المعالجة الفكرية كونه البرنامج المتكامل والوحيد على المستوى العالمي الذي يتعامل بشكل فعلي مع قضايا الإرهاب والمعالجة الفكرية بشكل مهني، فقد سبق للمركز وأن لبى العديد من المشاركات والفعاليات الدولية ومنها دعوة اللجنة الأمنية بهيئة الأمم المتحدة لنقل التجربة السعودية للعالم أمام أعضاء الهيئة بمجلسية (الجمعية العامة ، ومجلس الأمن) وذلك خلال الفترة من 10 ماي 2013، ونظير تفرده في هذا المجال دولياً فقد أقر مجلس حقوق الإنسان التابع لهيئة الأمم المتحدة ضمن وثائقه في دورته (الحادية والثلاثون من عام 2016م البند التاسع) بالدور الريادي الذي يقوم به المركز في مجال مكافحة الإيديولوجيات والأنشطة الإرهابية بل وحث كافة الدول على اعتماد استراتيجيات إعادة تأهيل ودمج المنحرفين فكرياً من خلال إنشاء مراكز وطنية مماثلة. وبناءاً على ذلك ونتيجة للطلب المتزايد من مختلف الدول والحكومات والمنظمات والجهات الدولية فإن المركز يعمل بكل مهنية على نقل خبراته وتجربته الرائدة في مجال معالجة القضايا الفكرية للفئات التي تورطت في براثن الفكر المتطرف عبر عدة طرق منها:
- حضوره ومشاركته في مختلف المؤتمرات والندوات المحلية والإقليمية والدولية المعنية بقضايا الفكر المتطرف والتي تعقد عبر الجهات والمنظمات الدولية.
- تعاونه مع المنظمات المختصة في مجال مكافحة التطرف الفكري ومن أبرزها : هيئة حقوق الإنسان، لجنة مكافحة الإرهاب بهيئة الأمم المتحدة، المركز الدولي لمكافحة الإرهاب، معهد الأمم المتحدة لأبحاث الجريمة المنظمة والعدالة ( يونكري )،المنتدى الدولي لمكافحة الإرهاب، مركز جنيف للسياسيات الأمنية.
- تقديم مختلف الإستسشارات والخدمات التدريبية المتخصصة في ذات المجال لمختلف الجهات والمنظمات الحكومية بمعظم بلدان العالم العربية والإسلامية، كما أن جسور التواصل في هذا المسار ممتدة في دول أمريكا وأوروبا وشرق آسيا للاستفادة فعلياً من تجربة المركز.

كما أن المركز يعد ركن أساسي في صياغة مختلف الاتفاقيات المحلية والإقليمية والدولية المعنية بمجال معالجة قضايا التطرف الفكري ومكافحة الإرهاب.